# Into Glory Ride
Into Glory Ride je druhé studiové album americké heavymetalové skupiny Manowar vydané v roce 1983. Donnie Hamzika vystřídal za bicími Scott Columbus. Hudebně i zvukově má deska blízko ke svému předchůdci Battle Hymns, celkově je však tvrdší, skladby mají větší epický rozměr a delší stopáž; při 7 skladbách je Into Glory Ride o více než 9 minut delší než debutní album, které mělo o skladbu více.
Album otevírá rychlá skladba Warlord s mírně erotickým intrem a textem oslavujícím motorkářskou kulturu. Nechybí ani tradiční koncertní hymna tentokrát v podobě skladby Gloves of Metal glorifikující skupinu a její fanoušky. Ostatní skladby jsou inspirovány především nordickou mytologií (Secret of Steel, Gates of Valhalla), fantasy (March for Revenge) nebo křesťanským náboženstvím ve skladbě Revelation.
Důraz na mytologii a fantasy dokládá i obal desky, kde jsou členové vyobrazeni v kožených a kožešinových kostýmech s meči v rukou. Své přesvědčení demonstrovali Manowar také tím, že nahrávací smlouvu podepsali vlastní krví.

## Seznam písní
1. "Warlord" – 4:13
2. "Secret of Steel" – 5:48
3. "Gloves of Metal" – 5:23
4. "Gates of Valhalla" – 7:11
5. "Hatred" – 7:42
6. "Revelation (Death's Angel)" – 6:28
7. "March for Revenge (By the Soldiers of Death)" – 8:25

Autor všech skladeb Joey DeMaio. Secret of Steel a Gloves of Metal Joey DeMaio a Ross The Boss.

## Sestava
- Eric Adams – zpěv
- Ross "The Boss" Friedman – kytara
- Joey DeMaio – baskytara
- Scott Columbus – bicí